# 4th Special Service Brigade
Za druge 4. brigade glej 4. brigada.
4th Special Service Brigade je bila britanska brigada specialnih sil druge svetovne vojne.

## Zgodovina
Brigada je bila ustanovljena leta 1943 za potrebe evropskega bojišča.

## Sestava
1944 
- Štab
- No. 41 (Royal Marine) Commando
- No. 46 (Royal Marine) Commando
- No. 47 (Royal Marine) Commando
- No. 10 (Inter-Allied) Commando